# Tahltan
Le tahltan est une langue athapascane parlée par une nation autochtone Tahltan qui habite dans le nord-ouest de la Colombie-Britannique aux environs de Telegraph Creek, Dease Lake et Iskut.
Le tahtlan est très peu documenté. Par ailleurs, il ne reste qu'à peu près 35 personnes qui parlent cette langue.

## Écriture
| a  | ā   | e  | ē   | i  | ī  | o  | ō   | u  | ū   |
| ’  | b   | ch | ch’ | d  | dl | dz | dẕ  | g  | gh  |
| h  | j   | k  | k’  | kh | l  | ł  | m   | n  | nh  |
| p  | s   | s̱  | sh  | t  | t’ | tl | tl’ | ts | ts’ |
| ts̱ | ts̱’ | w  | y   | yh | z  | ẕ  |     |    |     |

## Codes
- Code de langue IETF : tht